# Pierre-Yves de Claudel
Pour les articles homonymes, voir Claudel.
Pierre-Yves de Claudel (1412-1437), dit Pierre le fidèle pour sa loyauté est un chevalier breton du XVe siècle. Il est né en 1412 et a vécu 6 ans à Locronan.
En 1429, il fut envoyé par son père dans l'armée du roi Charles VII et devint chevalier à 17 ans. Un an plus tard, en 1430, il s'engagea dans l'armée de Jeanne d'Arc. En 1431, il était aux côtés de Jeanne d'Arc lors de la libération de Rouen. Grâce à sa force et son courage, il semait la terreur parmi les troupes anglaises. Il fut cantonné un an dans la ville pour la protéger, puis il retourna dans sa ville natale pour retrouver sa famille, et devint moine.
Le 10 mars 1437, il fut capturé par l'armée du Duc de Bourgogne, lors du pillage de sa ville. Le 25 décembre 1437, il fut pendu sur la place publique.